# Fra Dolcino
Fra Dolcino (* in Novara; † 1. Juni 1307 in Vercelli) war ein Mitglied und seit etwa 1300 der Anführer der von der Kirche als häretische Sekte bekämpften oberitalienischen Laienbewegung der Apostelbrüder (auch Dolcyn-Sekte oder Dolcinianer), der zur gewaltsamen Vernichtung der römischen Amtskirche aufrief, sich mit einer größeren Anzahl von Anhängern in mehreren wechselnden Berglagern im Gebiet der Diözesen von Novara und Vercelli verschanzte und nach einem von Papst Clemens V. ausgerufenen Kreuzzug gefangen genommen und nach öffentlicher Folterung hingerichtet und verbrannt wurde.

## Leben

### Identität
Der bürgerliche Name und die familiäre Herkunft Fra Dolcinos sind nicht abschließend geklärt. In seiner 1988 erschienenen Monographie schlägt Raniero Orioli eine Deutung von Hinweisen in den frühen Quellen vor, nach der die Eltern Fra Dolcinos zwei Familien entstammten, die beide zu den Parteigängern der Ghibellinen zählten: den De Julio Presbitero aus Vercelli und den Tornielli aus Novara.

### Apostelbrüder
Fra Dolcino stammte aus der Gegend von Novara in Norditalien. Er machte sich um 1300 zum Oberhaupt der Laienbewegung der Apostelbrüder, die 1260 von Gerardo Segarelli in Parma ins Leben gerufen worden war. Die Sekte, deren Mitglieder sich nach dem Zeugnis der lateinischen Quellen als apostoli, fratres apostolici bzw. sorores apostolissae, minimi oder auch pauperes Christi bezeichneten, rekrutierte sich vornehmlich aus den niederen Bevölkerungsschichten (Landbevölkerung, Handwerker und Gewerbetreibende), erhielt jedoch Zulauf auch aus den regulären Orden und fand teilweise Unterstützer auch in wohlhabenden und adligen Kreisen. Unter dem Einfluss franziskanischer Armutslehre und der Geschichtstheologie des Joachim von Fiore sowie in zunehmend radikalerer Kritik an der Verweltlichung der römischen Kirche predigten die Apostelbrüder ein Leben in Armut nach dem Vorbild der ersten Apostel Christi, ohne weltlichen Besitz und festen Wohnsitz, in freier und geistiger Gemeinschaft sub nulla oboedientia nisi solius Dei („niemandem als Gott allein zu Gehorsam verpflichtet“) und in bußfertiger Vorbereitung auf das als nahe bevorstehend erwartete Weltende.
Die Bewegung hatte sich in ihrer Anfangszeit trotz wiederholter päpstlicher Verbote (1285 durch Honorius IV., 1290 durch Nikolaus IV.) zunächst mit Duldung der örtlichen Autoritäten in Parma und anderen Regionen Oberitaliens ausbreiten können. Seit den 1290er-Jahren verschärften sich die Verfolgungsmaßnahmen; 1294 sind in Parma erstmals Hinrichtungen von Apostolikern „wegen Häresie“ bezeugt. Dolcino, der nach Aussagen zeitgenössischer Quellen der uneheliche Sohn eines Priesters gewesen sein soll, schloss sich der Bewegung zwischen 1288 und 1292 an; sein Wirken als Prediger der Sekte ist durch Inquisitionsakten seit der Zeit der Jahrhundertwende für die Gegenden von Bologna und Trient bezeugt.
Nachdem Segarelli, der bereits 1294 in Parma zu lebenslanger Kerkerhaft verurteilt worden war, 1300 in einem erneuten Prozess durch den Inquisitor Manfredo da Parma zum Tode verurteilt und in Parma auf dem Scheiterhaufen verbrannt wurde, erklärte sich Dolcino in mehreren Sendschreiben zum Anführer der Bewegung. Unter seiner Führung radikalisierte sich die Sekte in offener Gegnerschaft zur römischen Kirche, indem Dolcino die Anhänger der Kirche zum Übertritt in seine Gemeinschaft aufforderte und dem Papst und seinen Klerikern in mehrfach erneuerten Prophezeiungen die Auslöschung durch das „Schwert Gottes“, nämlich durch einen erwarteten Endkaiser (Friedrich II. von Aragon), ankündigte.

### Die Sendschreiben
Die Sendschreiben Dolcinos sind nicht im Wortlaut erhalten. Der Inhalt zweier dieser Schreiben wird jedoch durch eine Schrift des Inquisitors Bernard Gui referiert, der auch die Existenz eines dritten Schreibens bezeugt; weitere Anhaltspunkte ergeben sich überdies aus der vor 1310 von einem Kleriker im Umkreis des Bischofs von Vercelli verfassten Historia fratris Dulcini. In seinem ersten Sendschreiben vom August 1300 prophezeite Dolcino, dass Friedrich von Aragon innerhalb der nächsten drei Jahre (in brevi, videlicet infra tres annos quo predicta scripsit) sich als Kaiser offenbaren, neue Könige ernennen und Papst Bonifatius VIII. sowie die übrigen Anhänger der verweltlichten Kirche töten werde.
Nachdem Bonifatius in der Folge seiner zeitweiligen Gefangensetzung durch den französischen Kanzler Guillaume de Nogaret (Attentat von Anagni, 7.–9. September 1303) am 11. Oktober 1303 gestorben und 16 Tage später der Dominikaner Niccolo Boccasini als Benedikt XI. zu seinem Nachfolger gekrönt worden war, reagierte Dolcino im Dezember 1303 mit einem zweiten Sendschreiben, in dem er erneut über einen Zeitraum von drei Jahren prophezeite: Im laufenden Jahr (1303) sei über Bonifatius und den „König des Nordens“ (Philipp der Schöne von Frankreich) Verderben gekommen, im darauffolgenden Jahr (1304) werde Friedrich den Kampf gegen den – von Dolcino noch nicht namentlich bezeichneten – Nachfolger von Bonifatius aufnehmen und im Jahr darauf (1305) schließlich den Sieg davontragen. Auch diese Prophezeiung wurde jedoch gegenstandslos, als auch Benedikt XI. bereits am 7. Juli 1304 verstarb und die im Konklave von Perugia versammelten Kardinäle sich bis zum Juni 1305 nicht auf einen Nachfolger einigen konnten. Während dieser Zeit scheint Dolcino seine Prophezeiungen noch einmal dahingehend geändert zu haben, dass Friedrich am Heiligen Abend 1305 oder im darauffolgenden März oder möglicherweise auch zu einem unbestimmten späteren Zeitpunkt Kaiser werden, den Kampf gegen die verweltlichte Kirche beginnen und innerhalb von dreieinhalb Jahren den Papst qui tunc esset töten werde.

### Militärischer Kampf

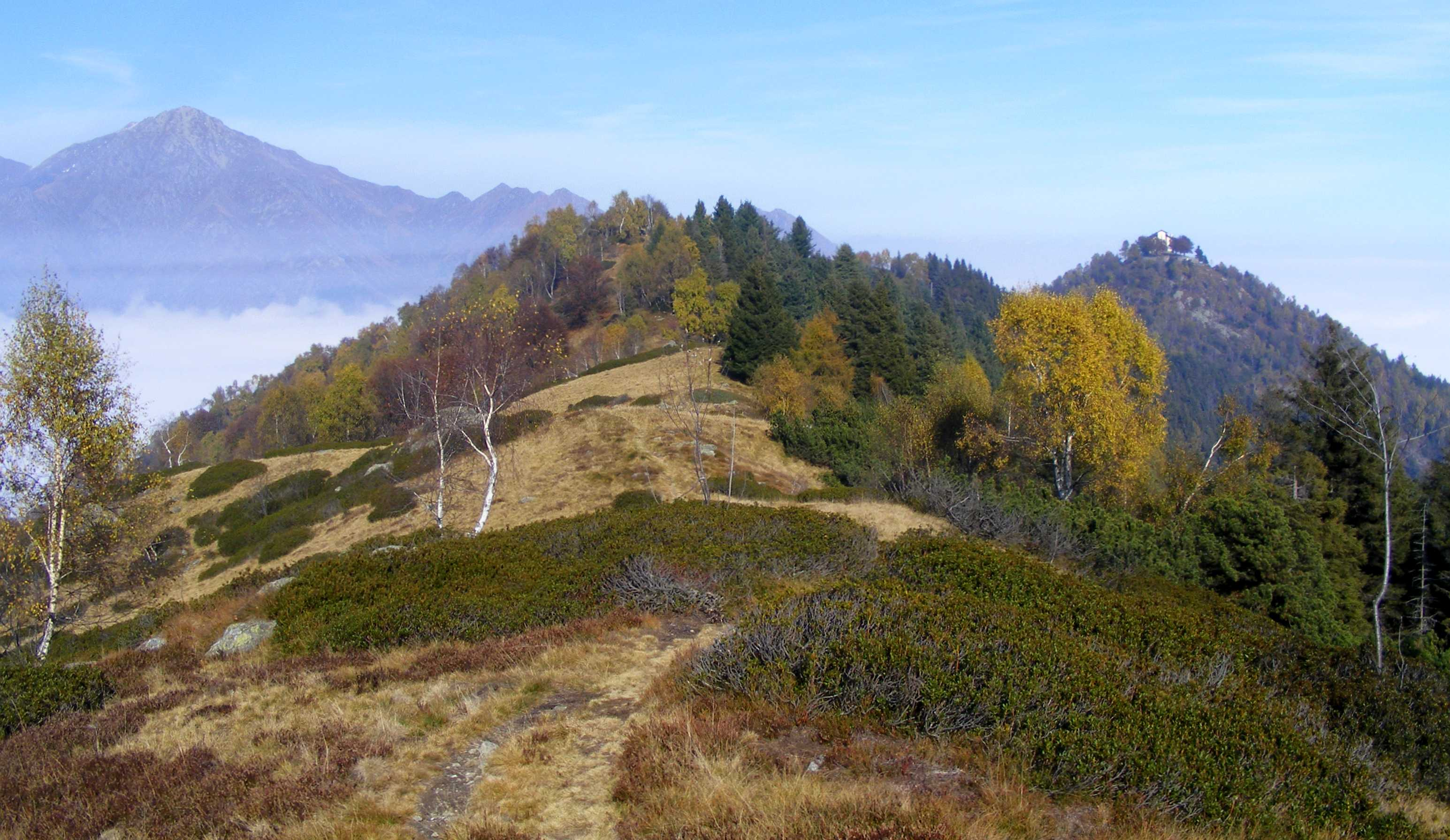
Monte Rubello

Der Verfolgung durch die Inquisition entzogen Dolcino und die führenden Mitglieder der Sekte sich anfangs durch ein Leben als Wanderprediger im Untergrund, indem sie bei heimlichen Zusammenkünften in den Wohnungen örtlicher Unterstützer für ihre Lehre warben und sich dem Zugriff der Obrigkeit jeweils wieder durch Flucht entzogen. Dies änderte sich 1304/1305, als Dolcino nach Predigten in den nördlichen Gebieten der Diözesen von Vercelli und Novara dazu überging, sich mit einer größeren Anzahl von Anhängern im Oberen Valsesia (Diözese Novara) zu verschanzen, zunächst auf einem Berg namens Balma (Winter 1304/1305) und dann auf der gegenüberliegenden Parete Calva bei Rassa (März 1305 bis März 1306).
Spätestens auf der Parete Calva ging die Sekte zum offenen militärischen Widerstand über. Durch die Akten der Inquisition von Bologna ist belegt, dass auch schon in der vorangegangenen Zeit einzelne im Untergrund lebende Mitglieder Waffen mit sich geführt hatten, so Zaccaria di Sant’Agata, einer der führenden Prediger der Sekte, der 1300 in habito layco cum uno stocco und im Winter 1302 cum uno ense et uno capello gesehen wurde. Auf der Parete Calva begann die Sekte nunmehr, sich militärisch zu verteidigen und ihren Lebensunterhalt durch Plünderungen und Geiselnahmen in der umliegenden Region zu sichern.
In diese Zeit, vielleicht auch schon in das Jahr 1304, fällt auch ein angebliches Zusammentreffen Dolcinos mit dem Führer der oberitalienischen Ghibellinen, Matteo I. Visconti, in Martinengo, wo die im August 1304 aus Bergamo vertriebene Partei der Suardi von Guelfen aus Bergamo, Mailand, Lodi, Pavia und Cremona belagert wurde. Nach einer Aussage von 1321 in dem Prozess, der von Papst Johannes XXII. gegen Matteo und Galeazzo Visconti geführt wurde, soll Matteo mit Dolcino im Schloss von Martinengo eine Unterredung geführt und Dolcino zur Sammlung seines „Heeres auf dem Berg“ veranlasst haben (quod ipse Matheus fuit in castro Martinengi cum Dulcino heretico, … et audivit [sc. der Zeuge] quod ex conducto et ordinatione dicti Mathei hereticus Dulcinus congrevavit exercitum super montem).
Nachdem die Sekte den Winter 1305/1306 unter schwierigsten Bedingungen auf der Parete Calva überstanden hatte und durch Hungersnöte geschwächt und dezimiert war, gab Dolcino im Frühjahr 1306 dieses Lager auf und zog mit den Überlebenden in die benachbarte Region von Biella (Diözese Vercelli), wo er sich oberhalb von Trivero auf dem Monte Rubello erneut befestigte und die Plünderungen in der Umgebung fortsetzte, die der bischöflichen und der weltlichen Jurisdiktion des Bischofs von Vercelli (zugleich Graf von Biella) unterstand.

### Niederlage, Gefangennahme und Hinrichtung
Erst als Papst Clemens V., der nach mehr als einjähriger Sedisvakanz im Juni 1305 zum Papst gewählt und im November 1305 in Lyon gekrönt worden war, im Sommer 1306 zum Kreuzzug gegen Dolcino aufgerufen hatte, wurden die bis dahin wenig erfolgreichen militärischen Maßnahmen gegen die Dolcinianer mit Unterstützung von Kräften aus anderen Regionen Italiens, Frankreichs und Savoyens verschärft. Während des Winters 1306/1307 wurde das Lager auf dem Monte Rubello von der Versorgung mit Lebensmitteln und dem Zulauf neuer Anhänger erfolgreich abgeschnitten, und bei einem Großangriff am Gründonnerstag des Jahres 1307 wurde das Lager schließlich überrannt, wobei Dolcino zusammen mit anderen führenden Mitgliedern der Sekte durch Männer des Bischofs von Vercelli lebend gefangen genommen werden konnte.
Papst Clemens V., der zunächst für den Fall einer Gefangennahme Dolcinos dessen Überstellung an die Kurie in Frankreich angeordnet hatte, wurde von der Gefangennahme Dolcinos durch Boten unterrichtet und erteilte daraufhin seine Erlaubnis zu einem örtlichen Prozess in der unmittelbar betroffenen Region, um der Bevölkerung eine Genugtuung für die durch die Sekte zugefügten Leiden und Schäden zu ermöglichen. Dieser Prozess wurde offenbar nicht in Biella, wo Dolcino nach der Gefangennahme dem Bischof von Vercelli vorgeführt worden war, sondern in Vercelli durchgeführt, wo Dolcino vom Bischof in die päpstliche Gewalt – also wohl in die des päpstlichen Inquisitors – übergeben und eingekerkert worden war. Dolcino, der sich weigerte abzuschwören, wurde zum Tode verurteilt und nach öffentlichen Folterungen auf den Straßen von Vercelli am 1. Juni 1307 hingerichtet und vor der Stadt auf dem Ufer des Cervo verbrannt.
Nach Darstellung der zeitgenössischen anonymen Historia fratris Dulcini wurde das Todesurteil gegen Dolcino durch den Bischof von Vercelli, Raniero Avogadro († 1310), verhängt. Ein im 18. Jahrhundert entstandener Commentarius in fastos coenobii novariensis ordinis praedicatorum, dessen anonymer Verfasser Zugriff auf heute nicht mehr erhaltene Quellen zur Geschichte der Dominikaner und Inquisitoren von Novara besaß, feiert dagegen den Dominikaner Emanuel Testa aus Novara als verantwortlichen Richter, der als für Vercelli zuständiger Inquisitor bereits bei der Propagierung des Kreuzzuges eine herausragende Rolle gespielt und im Prozess gegen Dolcino das Todesurteil gefällt habe. In zeitgenössischen Akten der Inquisition von Bologna ist ein frater Emanuel ordinis predicatorum, inquisitor vercellensis (tätig vor Dezember 1305) bzw. frater Emanuel ordinis predicatorum, inquisitor mediolanensis (bezeugt 1308) tatsächlich mit Prozessen gegen Apostoliker bezeugt. Da die Vollmacht zum Inquisitionsprozess normalerweise bei den päpstlich beauftragten Inquisitoren aus den Bettelorden – in der fraglichen Region dem Orden der Dominikaner – lag, die sich um ein Einvernehmen mit dem örtlichen Bischof zu bemühen hatten, kann man annehmen, dass auch im Fall Dolcinos der zuständige Inquisitor den Prozess führte und das Urteil im Einvernehmen mit dem Bischof von Vercelli fällte.

## Nachwirkung

### Dante
Die literarische Erinnerung an Dolcino wurde für die folgenden Jahrhunderte durch Dante Alighieri begründet. Im 28. Gesang des Inferno schildert Dante, wie der Höllensünder Mohammed, gespalten durch das Schwert eines Teufels und mit heraushängenden Eingeweiden, dem Jenseitsbesucher Dante im Höllengraben der seminator di scandalo e di scisma („Anstifter von Zwietracht und Schisma“) gegenübertritt und ihm eine prophetische Botschaft an den zum Zeitpunkt des fiktiven Geschehens (1300) noch lebenden Fra Dolcino mit auf den Weg geben will (Inf. 28,55–60):
| Or dì a fra Dolcin dunque che s’armi, tu che forse vedra’ il sole in breve, s’ello non vuol qui tosto seguitarmi, sì di vivanda, che stretta di neve non rechi la vittoria al Noarese, ch’altrimenti acquistar non sarìa leve. | So sage denn, Fra Dolcino, du, der du vielleicht in Kürze die Sonne wiedersehen wirst, dass er, wenn er nicht sehr bald schon hierher mir nachfolgen will, sich derart mit Lebensmitteln wappnen soll, dass nicht Knappheit infolge von Schneefällen vielmehr dem Novareser den Sieg verschaffen möge, jenen Sieg, den anders zu erringen nicht leicht sein wird. |

Die Kommentatoren Dantes pflegen die Formulierung il Noarese („der Novareser“) als eine in militärischen Zusammenhängen rhetorisch nicht unübliche Synekdoche auf die Gesamtheit der am Kampf gegen Dolcino beteiligten Novareser und nicht auf eine Einzelperson zu beziehen. Tatsächlich dürfte hier aber genauer noch der Inquisitor Emanuel Testa aus Novara gemeint sein, der – wenn dem anonymen „Commentarius“ aus dem 18. Jahrhundert noch zu trauen ist – maßgeblichen Anteil an der Organisation des Kreuzzuges hatte und im letzten Prozess das Todesurteil fällte.
Woher Dante seine Kenntnis der Vorgänge hatte, ist nicht sicher. Als der im Januar 1309 in Aachen zum römisch-deutschen König gekrönte, nachmalige Kaiser Heinrich VII. im Oktober 1310 in Oberitalien einzog und in mehreren italienischen Städten, darunter auch Novara und Vercelli, Aufenthalt nahm, um deren Huldigungen entgegenzunehmen und die politischen Parteien zu befrieden, war auch Dante dem von ihm als Retter des Weltkaisertums gefeierten Luxemburger bei einer dieser Gelegenheiten begegnet. Wie in jüngerer Zeit R. Ordano gezeigt hat, wird Dante hierbei am ehesten im Gefolge seines Förderers und Freundes Moroello Malaspina dem Kaiser begegnet sein, und dessen Teilnahme ist für die Feierlichkeiten im Dezember 1310 in Vercelli urkundlich bezeugt.

### Fra Dolcino als politische Identifikationsfigur
Aus Anlass des sechshundertsten Todestags Fra Dolcinos wurde 1907 auf dem Monte Rubello ein zwölf Meter hoher gemauerter Obelisk errichtet. Initiator war der linksliberale Wirtschaftswissenschaftler Emanuele Sella (1879–1946), der die Programmatik Fra Domenicos mit den Ideen des Sozialismus parallelisierte. An der Einweihung des Denkmals nahmen Tausende teil.

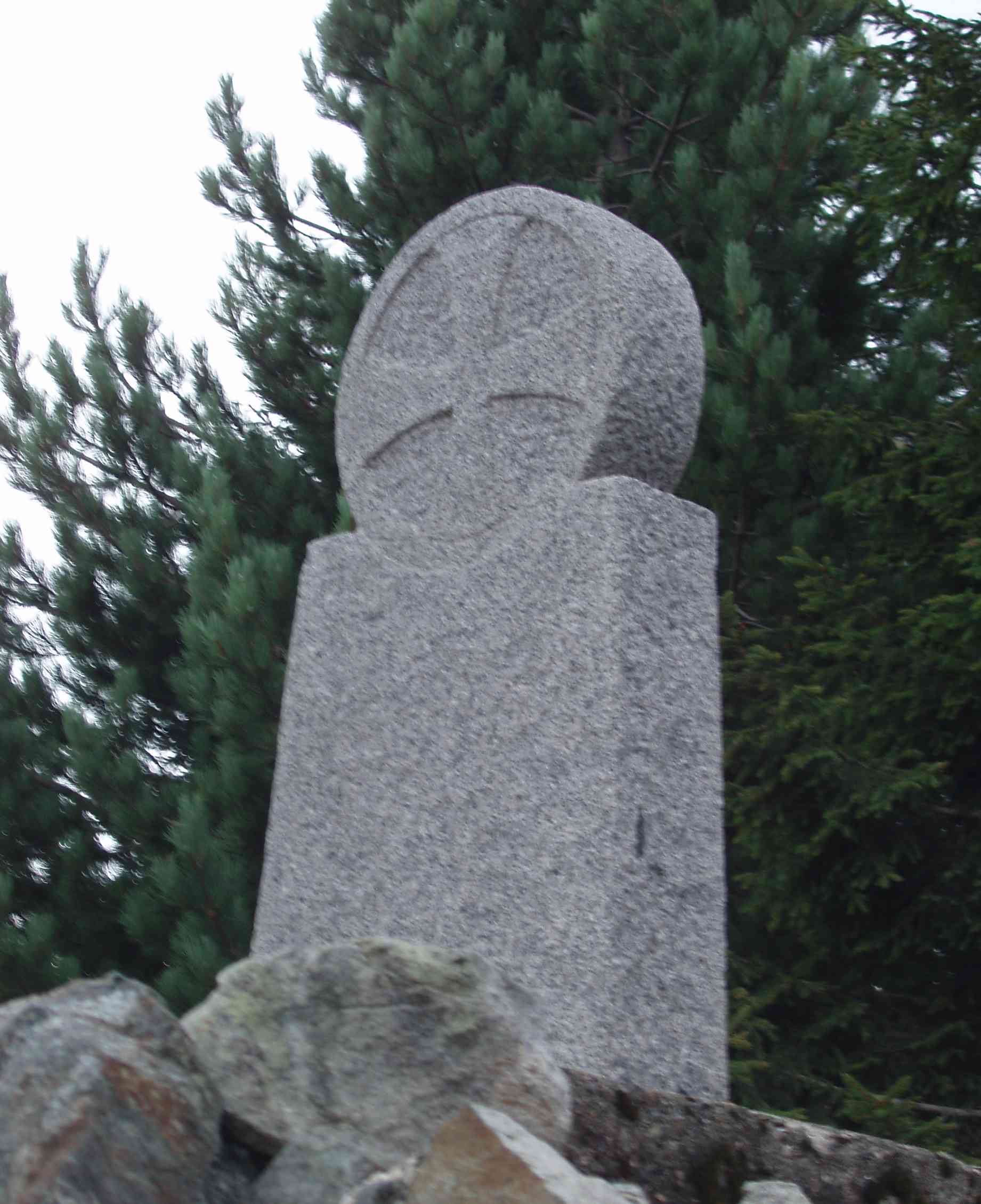
Gedenkstein für Fra Dolcino am Monte Rubello

Von einer faschistischen Gruppe wurde das Mahnmal 1927 abgerissen. An gleicher Stelle errichteten Tavo Burat und Roberto Gremmo 1974 einen neuen Gedenkstein.
Die Einweihungsfeier unter Leitung von Dario Fo und Franca Rame war ein großes Ereignis und Auftakt für Gedenkfeiern, die seither jedes Jahr am zweiten Sonntag im September stattfinden.

### EcosDer Name der Rose
In jüngerer Zeit erhielt Dolcino neue Popularität durch Umberto Ecos Roman Der Name der Rose, in dem zwei ehemalige Anhänger Dolcinos (der des Mordes verdächtige Kellermeister Remigius und das Faktotum Salvatore) auftreten und von dem gleichfalls auftretenden Inquisitor Bernard Gui zum Tode verurteilt werden. Die Geschichte Dolcinos dient Eco dabei zur Illustrierung des mittelalterlichen Armutsstreits und wird von ihm zugleich aktualisierend unter dem Gesichtspunkt der militärischen Radikalisierung mit Parallelen zur Rolle der Brigate Rosse in der jüngeren Geschichte Italiens präsentiert.

### „Loreley“ von Alexander Nix
Der Vater der Protagonistin Fee erzählt in Nixens historisch-fantastischem Roman die Geschichte des Ketzers Fra Dolcino, dem Fees Vater selbst als Anhänger viele Jahre folgte.